# Peyrat (Aveyron)
Pour les articles homonymes, voir Peyrat.
Cet article court présente un sujet plus développé dans : Mur-de-Barrez et Taussac.
Ancienne commune de l’Aveyron, la commune de Peyrat a été supprimée en 1829. Son territoire a été partagé entre les communes de Mur-de-Barrez et de Taussac.